# Howard E. Bigelow
Pour les articles homonymes, voir Bigelow.
Howard E. Bigelow est un mycologue américain, né en 1923 à Greenfield (Massachusetts) et mort en 1987.
Il fait ses études à l’Oberlin College de 1941 à 1943. Il quitte ce collège pour combattre dans les rangs de l’armée américaine. Il retourne à Oberlin après la guerre et obtient son Bachelor of Arts en 1949 et son Master of Arts en 1951. Il étudie la botanique à l’université du Michigan sous la direction d’Alexander Hanchett Smith (1904-1986) et reçoit son doctorat en 1956. Il est l’auteur de travaux sur les champignons des genres Clitocybe de la famille des Tricholomataceae.

## Source
- (en) Courte biographie sur le site de l’International Plant Science Center